# Катя Адушкіна
Катерина Романівна Адушкіна (нар. 18 жовтня, 2003, Москва, Росія ) — російська відеоблогерка, одна з найпопулярніших блогерів-підлітків російського сегменту YouTube. Переможниця телешоу Маска. Танці на телеканалі СТС.

## Біографія
Має зведених брата і сестру. Навесні 2020 року екстерном закінчила школу.
2017 року мала стосунки з відеоблогером Микитою Златоустом. з вересня 2018 — з Семеном Кімом.

## Відеографія
| Рік  | Кліп                                          | Режисер                      | Альбом      |
| ---- | --------------------------------------------- | ---------------------------- | ----------- |
| 2018 | «Лимонад»                                     | Musical.ly                   | без альбому |
| 2018 | «Всё моё» (feat. ANIVAR, Никита Морозов)      | Антон Ананьін                | без альбому |
| 2018 | «Зажигай»                                     | Сергій Шубін                 | без альбому |
| 2018 | «Beauty Bomb»                                 | Анн Белініккі, Макс Максимов | без альбому |
| 2018 | «НГ»                                          | Макс Максимов                | без альбому |
| 2019 | «Каждый день»                                 | Андрій Левкович              | МАЛЭНКИЙ    |
| 2019 | «Огонь» (feat. Влад Бумага)                   | Талгат Сафаров               | .АНДО       |
| 2019 | «Одна»                                        | Макс Максимов                | .АНДО       |
| 2019 | «Экзамен»                                     | Талгат Сафаров               | .АНДО       |
| 2020 | «Boo» (Mood Video)                            | Марія Рашчупкіна             | без альбому |
| 2020 | «ЧС» (feat. RUS)                              | Дмитро Клімов                | без альбому |
| 2020 | «Не переживай» (feat. Ева Тимуш) (Mood Video) | немає даних                  | без альбому |

## Премії і номінації
| Рік  | Премія                                                           | Номінація                                         | Номінант                  | Результат | Джерело |
| ---- | ---------------------------------------------------------------- | ------------------------------------------------- | ------------------------- | --------- | ------- |
| 2017 | «Девочка года» (в рамках церемонии «Девичник Teens Awards 2017») | Блогер року                                       | Катя Адушкіна             | Перемога  | [ 7 ]   |
| 2018 | Kids’ Choice Awards                                              | Улюблена інтернет-зірка російських глядачів       | Катя Адушкіна             | Номінація | [ 8 ]   |
| 2018 | «Дай пять!»                                                      | Улюблений блогер                                  | Катя Адушкіна             | Перемога  | [ 9 ]   |
| 2019 | Kids’ Choice Awards                                              | Улюблений російський музичний блогер              | Катя Адушкіна             | Перемога  | [ 10 ]  |
| 2019 | Премія Glamour                                                   | Прорив року                                       | Катя Адушкіна             | Перемога  |         |
| 2020 | Kids’ Choice Awards                                              | Улюблений музичний виконавець російських глядачів | Катя Адушкіна             | Номінація | [ 11 ]  |
| 2021 | Kids’ Choice Awards                                              | Улюблений «шип» року російських глядачів          | Катя Адушкіна i Сьома Кім | Номінація | [ 12 ]  |